# 寺本熊市
寺本 熊市（てらもと くまいち、1889年（明治22年）1月3日 - 1945年（昭和20年）8月15日）は、日本の陸軍軍人。最終階級は陸軍中将。

## 経歴
和歌山県出身。八幡社神官・寺本政吉の息子として生まれる。五条中学、仙台陸軍地方幼年学校、中央幼年学校を経て、1910年（明治43年）5月、陸軍士官学校（22期）を卒業。同年12月、歩兵少尉に任官し歩兵第10連隊付となる。陸士生徒隊付などを経て、1921年（大正10年）11月、陸軍大学校（33期）を卒業した。翌月、歩兵第10連隊中隊長に就任。
1922年（大正11年）12月、参謀本部付勤務となり、参謀本部員、第3師団参謀を歴任。1925年（大正14年）5月、兵科を航空兵科に転じ航空兵大尉となる。同年8月、航空兵少佐に昇進し飛行第2連隊付に発令。1926年（大正15年）8月、陸軍航空本部員に転じ、1927年（昭和2年）12月、航空本部付として陸大専攻学生となった。1928年（昭和3年）12月、アメリカ大使館付武官補佐官に就任。1930年（昭和5年）3月、航空兵中佐に進級。1931年（昭和6年）2月、参謀本部付となり、同年5月に帰国。同年6月、航空本部員に就任。1933年（昭和8年）8月、航空兵大佐に昇進し飛行第8連隊長に着任。
1934年（昭和9年）11月、臨時飛行第2大隊長に転じ満州事変に出動。飛行第16連隊長、航空本部員、留守航空兵団参謀長を歴任。1937年（昭和12年）11月、陸軍少将に進級し浜松陸軍飛行学校幹事に就任。1938年（昭和13年）6月、航空兵団参謀長に異動し日中戦争に出征。浜松飛行学校長を経て、1940年（昭和15年）8月、陸軍中将に進み第2飛行集団長となり満州に赴任し太平洋戦争を迎えた。
1942年（昭和17年）4月、第2飛行集団が第2飛行師団に改編され師団長となる。1943年（昭和18年）5月、第1航空軍司令官に就任し東京に赴任。同年7月、第4航空軍司令官に転じ、ニューギニアの航空戦を指揮し、その後、フィリピンの防衛に当たる。1944年（昭和19年）8月、航空本部付となり帰国し、陸軍航空審査部本部長事務取扱、航空本部長を歴任。終戦を迎えた1945年（昭和20年）8月15日に自決した。

## 栄典
位階
- 1911年（明治44年）3月10日 - 正八位[5]
- 1914年（大正3年）2月10日 - 従七位[6]
- 1919年（大正8年）3月20日 - 正七位[7]
- 1924年（大正13年）5月15日 - 従六位[8]
- 1937年（昭和12年）12月1日 - 正五位[9]

勲章
- 1942年（昭和17年）7月8日 - 勲一等瑞宝章[10]